# Miwako Motoyoshi
Miwako Motoyoshi (en japonés: 元好 三和子, Motoyoshi Miwako; Osaka, 21 de diciembre de 1960) es una deportista japonesa que compitió en natación sincronizada.
Participó en los Juegos Olímpicos de Los Ángeles 1984, obteniendo dos medallas de bronce en las pruebas solo y dúo. Ganó dos medallas de bronce en el Campeonato Mundial de Natación de 1982.

## Palmarés internacional
| Juegos Olímpicos   | Juegos Olímpicos             | Juegos Olímpicos  | Juegos Olímpicos |
| Año                | Lugar                        | Medalla           | Prueba           |
| ------------------ | ---------------------------- | ----------------- | ---------------- |
| 1984               | Los Ángeles (Estados Unidos) | Medalla de bronce | Solo             |
| 1984               | Los Ángeles (Estados Unidos) | Medalla de bronce | Dúo              |
| Campeonato Mundial |                              |                   |                  |
| Año                | Lugar                        | Medalla           | Prueba           |
| 1982               | Guayaquil (Ecuador)          | Medalla de bronce | Solo             |
| 1982               | Guayaquil (Ecuador)          | Medalla de bronce | Equipo           |